# ENEOSフィーチャス
株式会社ENEOSフィーチャス（エネオスフィーチャス）は、石油製品の卸売を行うENEOSグループの石油商社。ENEOSの100％出資会社（完全子会社）。

## 事業内容
ENEOSの完全子会社のひとつであり、親会社であるENEOSから仕入れた石油製品を「ENEOS」ブランドで運営する特約店（サービスステーション）へ販売する石油卸売をメインに、法人向けのカード事業（法人向けには一般のほかに、軽油専用、軽油・ガソリン専用、団体職員専用もある）、グループ会社のENEOS Powerが扱う電力小売の代理店業務を行っている。
かつては、グループ会社がサービスステーションを直接経営していたが、ナリタSSを除きENEOSネット（旧・JOMOネット、現・ENEOSモビリニア）に移管された。
2025年4月1日のENEOSグループ内の特約店再編でENEOSフロンティアの卸事業を吸収分割によって当社へ統合し、社名変更された（なお、ENEOSフロンティアは同日にENEOSジェネレーションズとENEOSジェイクエストを吸収合併し、ENEOSモビリニアへ社名変更されている）。

## 沿革
- 1971年（昭和46年）7月 - 三井物産51％・共同石油（現・ENEOS）49％の共同出資会社、物産共石株式会社として設立。
- 1977年（昭和52年）3月 -  出資比率を三井物産50％・共同石油50％に変更。
- 1981年（昭和56年）11月 - 名川石油株式会社を設立。
- 1990年（平成2年）2月 - 石川オイル株式会社を設立。
- 1996年（平成8年）4月 - 川谷商事株式会社を100％出資会社にする。
- 1998年（平成10年）
  - 1月 - 秀栄興産株式会社を100％出資会社にする。
  - 11月 - ジャパンエナジー（現・ENEOS）の100％出資となり、社名を株式会社ジョモリテールサービスに変更。
- 2003年（平成15年）
  - 4月 - 株式会社キョウビシを当社100％出資会社にする。
  - 9月 - 株式会社JOMOサンエナジー（現・ENEOSサンエナジー）へ保険及び産業向け販売部門を移管。
- 2007年（平成19年）4月 - グループ会社（名川石油・川谷商事・秀栄興産）をキョウビシへ統合。
- 2008年（平成20年）7月 - グループ会社のサービスステーション（ナリタを除く）を株式会社JOMOネット（現・ENEOSフロンティア）へ移管。
- 2012年（平成24年）10月 - 社名をJX日鉱日石リテールサービス株式会社に変更。
- 2014年（平成26年）3月 - 本社を中央区新川に移転。
- 2016年（平成28年）1月 - 社名をJXリテールサービス株式会社に変更。
- 2020年（令和2年）4月 ‐社名を株式会社ENEOSリテールサービスに変更。
- 2025年（令和7年）4月 - ENEOSフロンティア（現・ENEOSモビリニア）の卸事業を統合し、社名を株式会社ENEOSフィーチャスに変更[1]。

## 組織

### 役員
- 代表取締役社長
- 常務取締役
- 取締役
- 監査役

### 内部部署等
- 管理管掌取締役
  - 総務経理部
  - 営業統轄部
    - カードグループ

- 営業本部（営業管掌取締役）
  - 東日本担当
  - 西日本担当
  - サポートセンター

## 事業所

### 本社
- 本社
  - 東京都港区芝4丁目1番23号 三田NNビル3階

### 支店
- 関東第1支店・関東第2支店・関東第3支店・東京支店は本社と同住所
- 東北支店 
  - 宮城県仙台市宮城野区榴岡4丁目2番3号 仙台MTビル13階
- 中部支店 
  - 愛知県名古屋市中区丸の内3丁目17番13号 いちご丸の内ビル5階
- 関西支店 
  - 大阪府大阪市西区土佐堀1丁目2番10号 山文ビル3階
- 中四国支店 
  - 岡山県岡山市北区本町6番36号 第一セントラルビル5階
- 九州支店
  - 福岡県福岡市中央区天神1丁目14番4号 天神平和ビル6階